# シュクール
白河理子のシュクールはコミュニティFM放送局かつしかFMにて毎週土曜21:00-21:30（JST）まで放送している、コラムニストアイドル白河理子がパーソナリティーを務める番組である。隔週の制作で、生放送の翌週は前週の再放送である。また、生放送の週は映像付きのインターネット放送を実施し、その録音・録画したものがポッドキャスト配信もされている。

## 概要
番組名の「シュクール」とは、スクール（学校）が転じたものである。
毎回、何かに頑張っている人をゲストに迎えて、白河理子が応援するという番組スタイルであったが、徐々にバラエティ指向が強まってきており、ゲストの無い回が発生し、「川柳コーナー」という定番コーナーも出現している。

## 特徴
30分間という短時間で、ゲストを迎え、曲をかけている。

## パーソナリティー
- 白河理子

## ゲスト出演者
- 中野小百合
- 影野臣直
- 雪乃りお

## Podcast
本放送以外にも生放送終了後に収録された音声・映像をPodcastで配信を行っている。

## コーナー
- 「川柳コーナー」：5・7・5で綴った投稿を受付けている。